# Kathryn Hire
Kathryn Patricia "Kay" Hire (født 26. august 1959) er en amerikansk NASA-astronaut, 
Hun begyndte at arbejde på Kennedy Space Center i maj 1989. I 1991 blev hun certificeret i rumfærgetestprojektet Engineer (TPE). Hun var tilknyttet som tilsynsførende for 
Rumfærgesystemerne Mechanical Systems og Launch Pad Access Swing Arm i 1994.